# Подводные лодки типа «Осветник»
Подводные лодки типа «Осве́тник» (сербохорв. Podmornice klase Osvetnik / Подморнице класе Осветник) — серия из двух подводных лодок королевских ВМС Югославии («Осветник» и «Смели»), построенных французской компанией Ateliers et Chantiers de la Loire на заводе в Нанте (Франция). Представляли собой двухкорпусные подводные лодки, созданные по проекту Ж. Симоно, напоминавшему проект французских субмарин типа «Сирсе». Тип «Осветник» стал вторым типом югославских подлодок. Каждая подлодка была оснащена шестью 550-мм торпедными аппаратами (четыре носовых, два кормовых), одним 100-мм орудием и одним 40-мм зенитным орудием, глубина погружения достигала 80 м.
В довоенные годы обе подлодки нанесли несколько визитов в порты Средиземноморья. В ходе Апрельской войны 1941 года обе субмарины были захвачены итальянцами в Которском заливе и переоборудованы в учебные судна под названиями «Франческо Рисмондо» и «Антонио Байямонти». В сентябре 1943 года после капитуляции Италии обе они были разобраны: «Франческо Рисмондо» пустили на слом немцы, а «Антонио Байямонти» — сами итальянцы.

## Конструкция
До середины 1920-х годов какой-либо политики в развитии Королевских ВМС Югославии не было, хотя считалось, что контроль над побережьем Адриатического моря при ограниченных ресурсах становился первостепенной задачей. В 1926 году была принята небольшая 10-летняя программа строительства подводных лодок, миноносцев, морских бомбардировщиков и торпедоносцев для обеспечения безопасности югославского побережья. Подводные лодки типа «Осветник» стали одним из новейших приобретений для Югославии, которые могли принять этот новый вызов.
Подводные лодки типа «Осветник» строились по заказу Королевства сербов, хорватов и словенцев французской компанией Ateliers et Chantiers de la Loire в Нанте (Франция). В конструкцию этих подлодок входил двойной корпус, разработанный главным инженером компании Ж. Симоно и характерный также для французских субмарин типа «Сирсе». Субмарины типа «Осветник» имели следующие главные размерения: длина — 66,5 м, ширина — 5,4 м, осадка в надводном положении — 3,8 м. Водоизмещение составляло 640 т в надводном положении и 822 т в подводном. Экипаж каждой субмарины состоял из 43 человек. Тестовая глубина погружения составляла 80 м.
Главную энергетическую установку югославских подлодок составляли два дизельных двигателя производства компании MAN (использовались в надводном положении) и два электромотора производства компании Nancy (использовались в подводном положении). Мощность дизельных двигателей составляла 1100 кВт, мощность электромоторов — 750 кВт. Они позволяли развивать лодке скорость 14,5 узла в надводном положении и 9,2 узла в подводном положении. Вооружение состояло из шести торпедных аппаратов калибра 550 мм (четыре носовых и два кормовых), 100-мм палубного орудия и 40-мм зенитного орудия. Дальность плавания в надводном положении достигала 3500 морских миль при скорости 9 узлов и 75 морских миль при скорости 5 узлов в подводном.

## Служба
Подлодка «Смели» (сербохорв. Смели / Smeli, «Смелый») была спущена на воду 1 декабря 1928 года, а «Осветник» (сербохорв. Осветник / Osvetnik, «Мститель») — 14 января 1929 года. Они прибыли в Которский залив 9 декабря 1929 года. В 1932 году британский военно-морской атташе сообщил, что в связи с сокращением бюджета югославские корабли провели только небольшое количество учений, манёвров или учебных стрельб.

### «Осветник»
Подлодка «Осветник» была первой субмариной из серии. В межвоенные годы она побывала в нескольких средиземноморских портах. В апреле 1941 года её захватили итальянцы в порту во время Апрельской войны. Подлодку отремонтировали, модернизировали и приняли в состав ВМС Италии под названием «Франческо Рисмондо» (итал. Francesco Rismondo), но использовали только в учебных и экспериментальных целях. После заключения перемирия между Италией и антигитлеровской коалицией подводную лодку захватили немцы и пустили на слом в сентябре 1943 года.

### «Смели»
Подлодка «Смели» была второй субмариной из серии. В межвоенные годы она побывала в нескольких средиземноморских портах. В апреле 1941 года её захватили итальянцы в порту во время Апрельской войны. Подлодку отремонтировали, модернизировали и приняли в состав ВМС Италии под названием «Антонио Байямонти» (итал. Antonio Bajamonti), но использовали только в учебных и экспериментальных целях. После заключения перемирия между Италией и антигитлеровской коалицией подводную лодку итальянцы сами пустили на слом в сентябре 1943 года.